# コンスタンティノープル総主教庁
コンスタンティノープル総主教庁（コンスタンティノープルそうしゅきょうちょう、ギリシア語: Οικουμενικό Πατριαρχείο Κωνσταντινουπόλεως、英語: Ecumenical Patriarchate of Constantinople、トルコ語: Rum Ortodoks Patrikhanesi）は、東方正教会で筆頭格を有する総主教庁・教会である。コンスタンチノープル総主教庁、コンスタンディヌーポリ全地総主教庁ないし全地総主教庁とも表記される（#別名も参照）。敬称は、"His All-Holiness" （"HAH"と略される）。
初代総主教は十二使徒の一人であるアンデレとされている。この主張の元は10世紀ごろの伝説にさかのぼることが出来るが、歴史学的に確認出来る当地最初の主教（司教）は306年から314年まで在職したビュザンティオンのメトロファネスである。現在の総主教はヴァルソロメオス1世（1991年 - ）である。
コンスタンティノープルは、現在のトルコ共和国最大の都市イスタンブールの旧名である。総主教座はイスタンブール旧市街の金角湾に面したファナリ地区に建つ聖ゲオルギオス大聖堂に置かれている。
1カ国に1つの教会組織を具えることが原則である正教会には、カトリックのローマ教皇庁のような全体を統括する組織はない。コンスタンティノープル総主教庁は歴史的経緯から正教会の代表格と認識されている。他にギリシャ正教会、ロシア正教会、ルーマニア正教会、日本ハリストス正教会などがあるが、これら各国ごとの正教会が異なる教義を信奉している訳ではなく、同じ信仰を有している。

## 概要

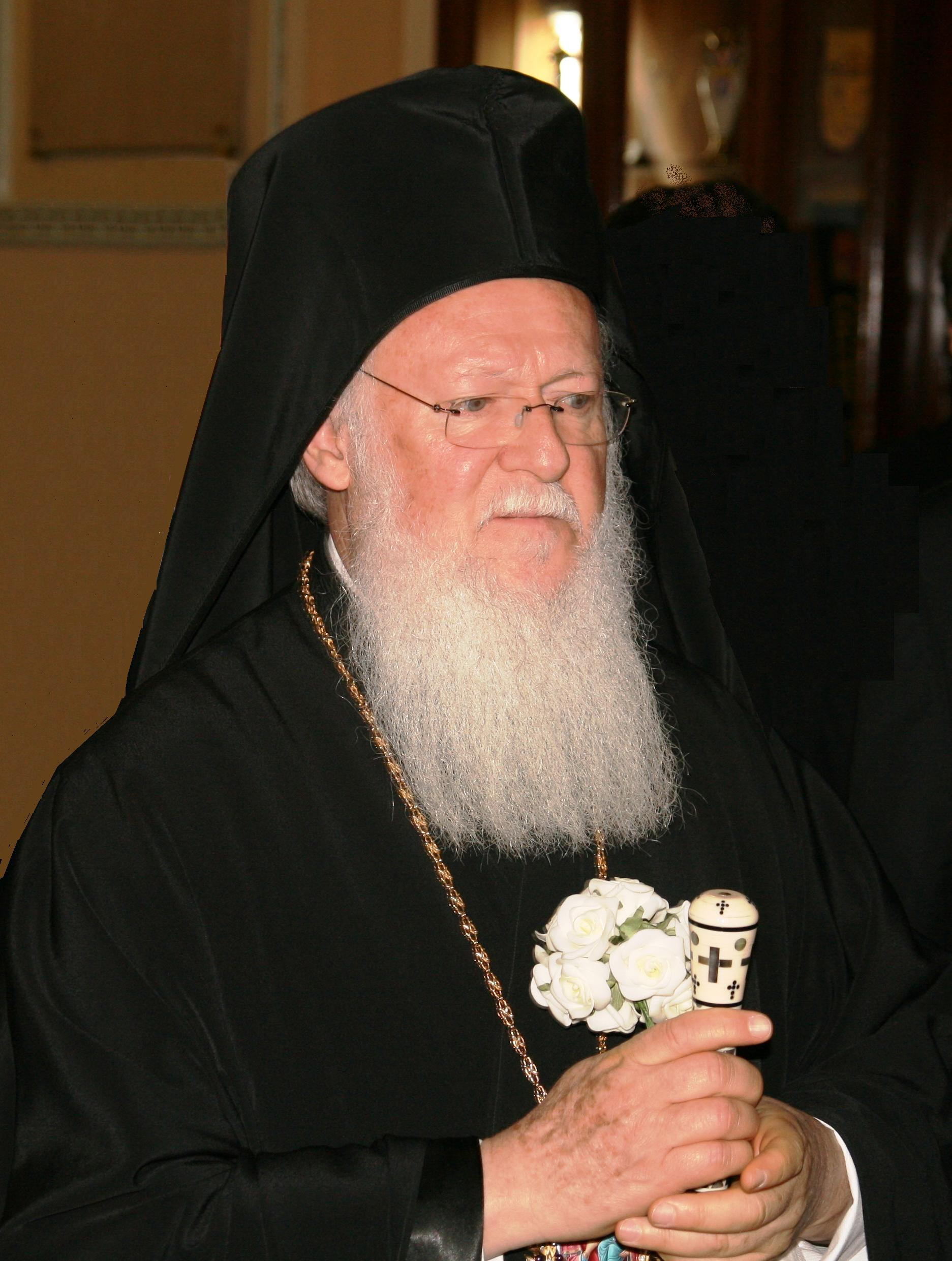
全地総主教
ヴァルソロメオス1世（2009年）。リヤサ（ラソ）を着用し、クロブークを被り、パナギアを胸にかけ、杖に花を合わせて持っている。

元来は、原始キリスト教の五大総主教座（ローマ、コンスタンティノープル、アンティオキア、エルサレム、アレクサンドリア）のひとつで、かつては東ローマ帝国の首都の教会として、また東方正教会の首長として、東ローマ皇帝に任命された総主教が東ローマ帝国領だった現在のトルコ・ギリシャからブルガリア・セルビア、さらにはロシアまでを管轄し、ローマ教皇とキリスト教会の首位の座を争うほどの地位を誇っていた。また、東ローマ皇帝が幼帝のときに総主教が摂政となった例も複数あり、聖俗に渡って影響力を持っていた。当時の総主教座はアギア・ソフィア大聖堂（現・アヤソフィア・ジャーミィ）に置かれていた。
東ローマ帝国では皇帝教皇主義がとられていた、皇帝が総主教を兼任していたという説が流布しているが、いずれも誤りである。建前上は総主教と皇帝は聖俗の役割分担が規定されており、また実質的にもコンスタンティノープル総主教が皇帝レオーン6世の再婚問題に際して、アギア・ソフィア大聖堂への立ち入りを禁じた事例にもみられるように、常に皇帝が教会に対して絶対的な権力を行使できたわけではない。また、コンスタンティノープル総主教を東ローマ帝国皇帝が兼任したこともなかった。
オスマン帝国統治の時代は、東方正教会に属するギリシャ人、セルビア人、ルーマニア人、ブルガリア人、ヴラフ人（アルーマニア人）、正教徒アルバニア人、正教徒アラブ人を管轄する行政区分（ミッレト）の長となり、総主教の下の大主教や主教が、正教徒の行政・司法・教育を担当し、宗教税を徴収した。
現代では、各国の正教会が独立したために、主にトルコ国内のギリシャ系住民と、クレタ島、アトス山の各修道院および海外にいるギリシャ人正教徒を管轄するのみとなっているが、コンスタンティノープル総主教は「全地総主教（エキュメニカル総主教、世界総主教）」という称号を持ち、正教会の各教会の中でも第1位の格式を持っている。ただし各国の正教会は対等であり、コンスタンティノープル教会およびコンスタンティノープル総主教が筆頭とされるのは、あくまでも席次の上でのことである。

## 他団体との関係

### 日本ハリストス正教会との交流
コンスタンティノープル総主教庁は、日本ハリストス正教会の自治教会としての地位を承認していないが教会法上の合法性は認めており、一定の交流が行われている。日本ハリストス正教会をたびたび訪問する香港のニキタス府主教は、コンスタンティノープル総主教庁に所属している。
- 1983年5月 - フェオドシイ永島府主教、ギリシャ正教会の主教会議およびイスタンブールを訪問、コンスタンティノープル全地総主教ディミトリオス1世と会見。
- 1992年10月 - フェオドシイ永島府主教、コンスタンティノープル総主教庁とギリシャ正教会を公式訪問。
- 1995年4月 - コンスタンティノープル全地総主教ヴァルソロメオス1世、日本ハリストス正教会を訪問。
- 2018年10月 - ロシア正教会の決定に従い、日本ハリストス正教会はコンスタンティノープル総主教庁との関係を断絶する[13]。

### ウクライナ正教会（OCU）独立を巡る情勢
ウクライナ正教会 (2018年設立)の独立を承認したコンスタンティノープル総主教庁に対して、ロシア正教会モスクワ総主教庁は猛反発し、全面的な断交を宣言した。この問題は、世界中の正教会を巻き込んだ深刻な対立に発展しつつある。

## 管轄区

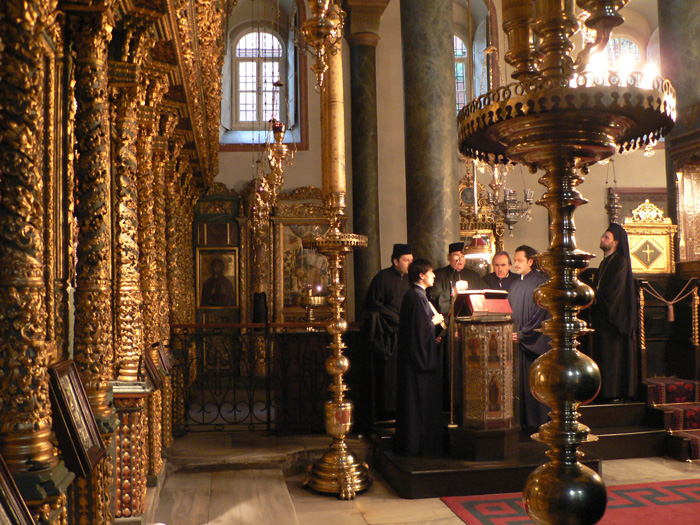
現在のコンスタンティノープル総主教座聖堂である聖ゲオルギオス大聖堂の内観。奉神礼時の光景。右詠隊（正教会の詠隊が左右に分かれる場合の、右側の詠隊を指す語）が歌っている。左側に至聖所のイコノスタシスが写っている。

現在のコンスタンティノープル総主教庁は5つの大主教区および70余りの府主教区に分割される。

### 大主教区
- コンスタンティノープル大主教区（総主教が大主教を兼務）
- クレタ島大主教区
- アメリカ大主教区
- オーストラリア大主教区
- イギリス大主教区

### 主な府主教区
- カルケドン府主教区
- インブロス（Imbros）とテネドス（Tenedos）府主教区
- プリンスィズ諸島府主教区
- デルコス（Derkos）府主教区
- ロードス府主教区
- コス府主教区
- カルパソス（Karpathos）とカソス（Kasos）の府主教区
- レロス（Leros）、カリムノス（Kalymnos）、アスツパライア（Astypalaia）の府主教区
- モスクワおよび全ロシアの総主教区
- フランス府主教区
- ドイツ府主教区
- オーストリア府主教区
- ベルギー府主教区
- スイス府主教区
- イタリア府主教区
- スカンジナビア府主教区
- カナダ府主教区
- 中央アメリカ府主教区
- アルゼンチン府主教区
- ニュージーランド府主教区
- 香港府主教区
- シンガポール府主教区 - 2011年に香港府主教区から分立[16]。
- 韓国府主教区

## カトリック教会における「コンスタンティノープル総大司教」
1204年に第4回十字軍がコンスタンティノープルを占領してラテン帝国を建国した際、カトリック教会は亡命した正教会のコンスタンティノープル総主教の代わりにカトリックの総大司教座を置いた。その後、1261年に東ローマ亡命政権のニカイア帝国がコンスタンティノープルを奪回して正教会の総主教座が復活し、カトリックの総大司教は追われた。しかし「コンスタンティノープル総大司教」の職名だけは残り、1964年まで名目上ながら存続していた。

## 著名な過去のコンスタンティノープル総主教
カッコ内は日本ハリストス正教会での呼称。

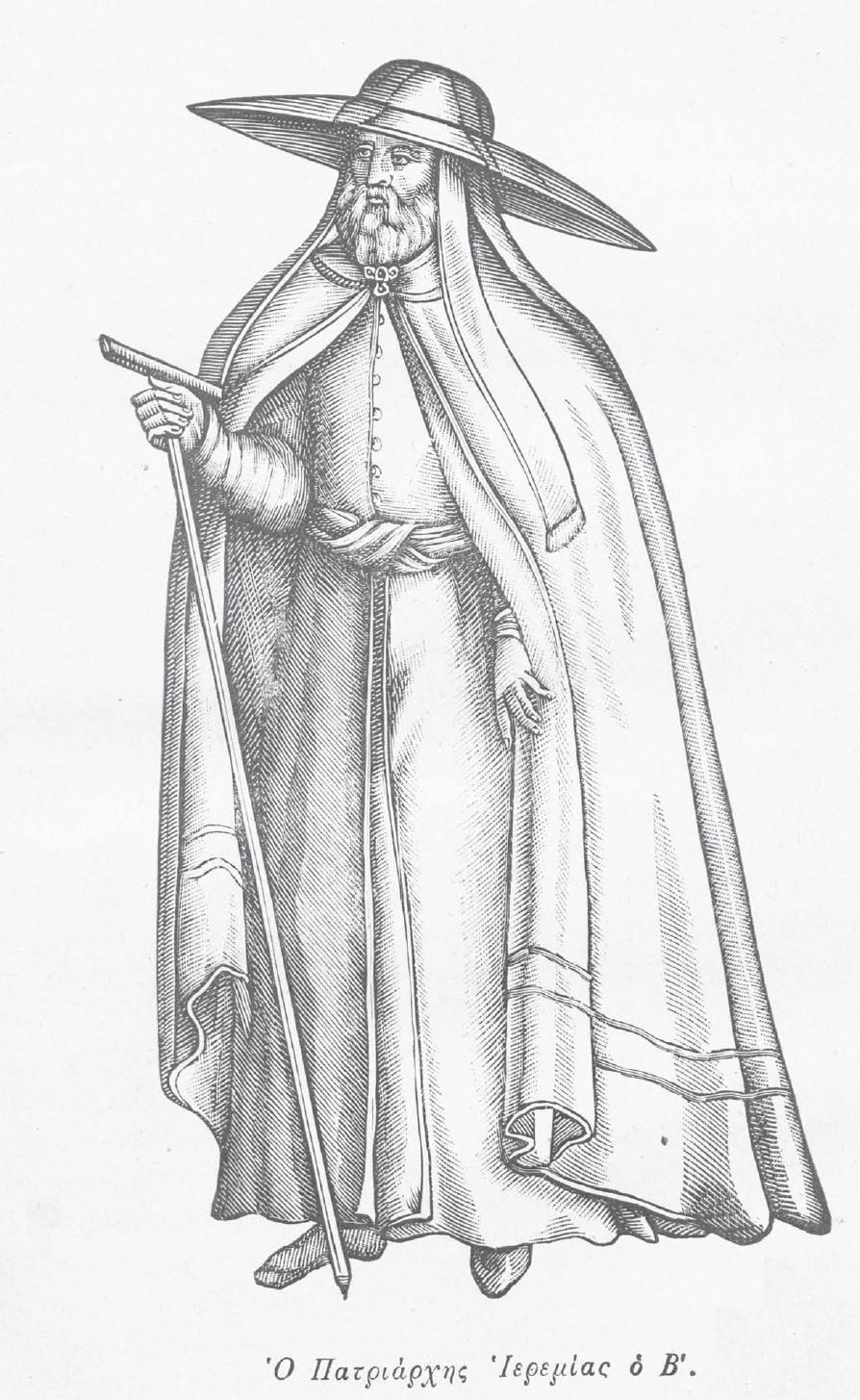
イェレミアス2世

- ナジアンゾスのグレゴリオス（神学者聖グレゴリイ）
- ヨハネス・クリュソストモス（聖金口イオアン）
- フォティオス1世（聖フォティ）
- ミハイル1世キルラリオス - 1054年の東西教会の相互破門時の総主教。
- イェレミアス2世 - モスクワ総主教庁の設立、グレゴリオ暦の否認、ルター派と宗教改革の最初期に書簡のやり取りを行った事で有名。
- キリロス・ルカリス - ブレスト合同でのローマ教皇側の手法を目の当りにした経験から、反ローマの姿勢を終生崩さなかった総主教。キリル・ルカリスとも。
- グリゴリオス5世 - 聖ゲオルギオス大聖堂の改修に功のあった総主教であり、ギリシャ独立戦争時の総主教。復活大祭の直後にオスマン帝国によって処刑された。

## 総主教庁の在所の変遷
- 360年まで：ハギア・イレネ教会（英語版）（アヤイリニ）
なお、ハギア・イレネ教会は532年のニカの乱で焼失して再建されているので、現存している建物と主教座が置かれていた時代の建物は別の建物である。
- 360年 - 1204年：ハギア・ソフィア大聖堂
ハギア・ソフィア大聖堂もニカの乱で焼失した後に再建されているので、現存している建物と532年まで主教座が置かれていた建物は別の建物である。
- 1204年 - 1261年：ニカイアのハギア・ソフィア聖堂（英語版）
第4回十字軍によって東ローマ帝国が一時滅ぼされた際に聖ソフィア大聖堂もローマ・カトリック側の手に落ちたため、総主教庁は亡命政権ニカイア帝国の首都ニカイアへ移っていた。
- 1261年 - 1453年：ハギア・ソフィア大聖堂

コンスタンティノープルの陥落でハギア・ソフィアがオスマン帝国に接収されたため、移転を余儀なくされた。その後、16世紀末に現在地に落ち着くまでの間、何度か移転している。
- 1453年 - 1458年：聖諸使徒聖堂（英語版）（現在ファーティフ・ジャミィ（英語版、トルコ語版）が建っている場所にあった）
- 1458年 - 1586年頃：テオトコス・パンマカリストス教会（英語版）（現在のフェティエ・ジャミィ）
- 1586頃年 - 1600年頃：聖デメトリオス・オ・カナビス聖堂[17][18]（ギリシア語: Ἅγιος Δημήτριος Ξυλόπορτας 英語: Church of St. Demetrios Xyloportas）[19]
- 1600年頃から：現在の聖ゲオルギオス大聖堂

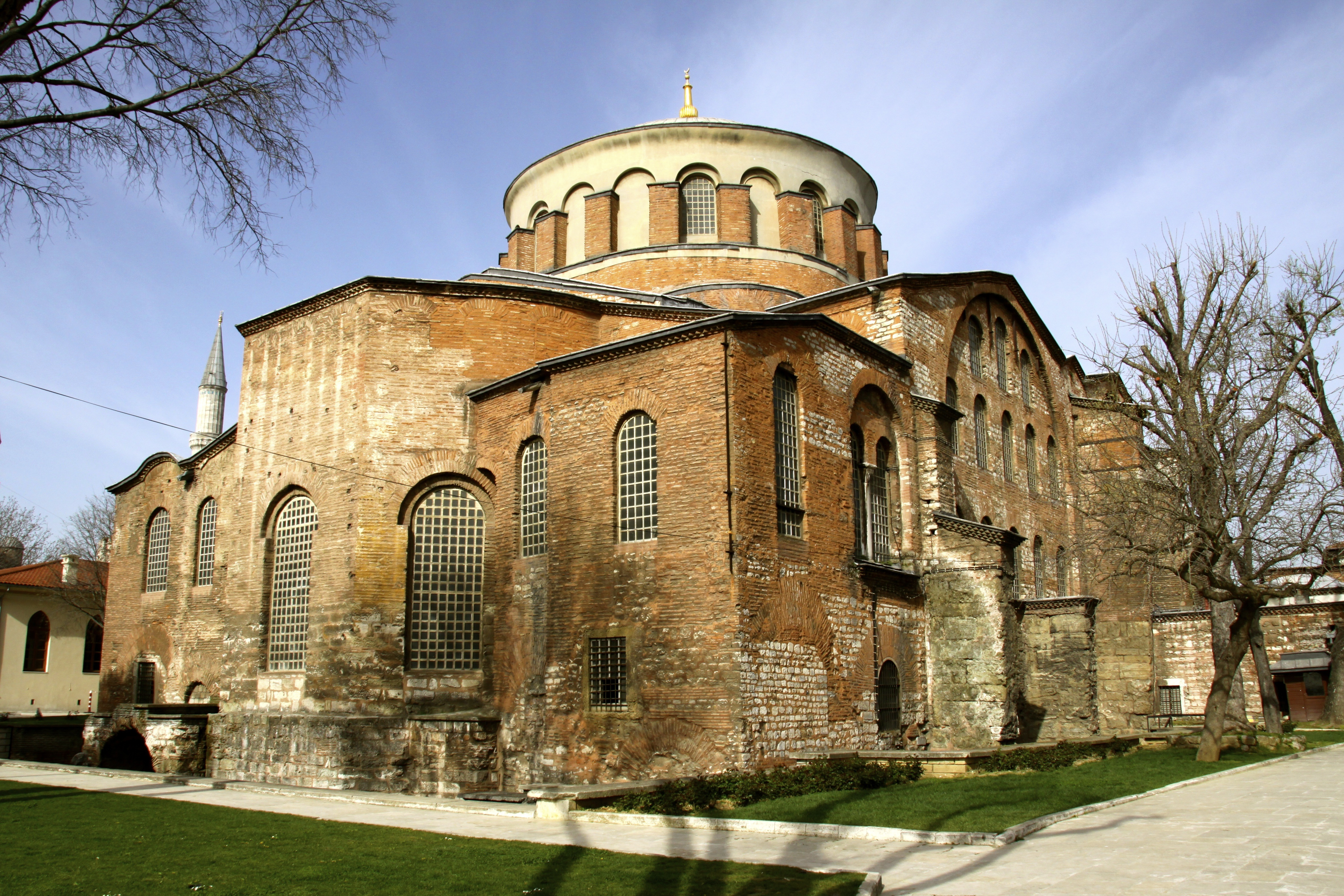
ハギア・イレネ教会
ハギア・ソフィア大聖堂
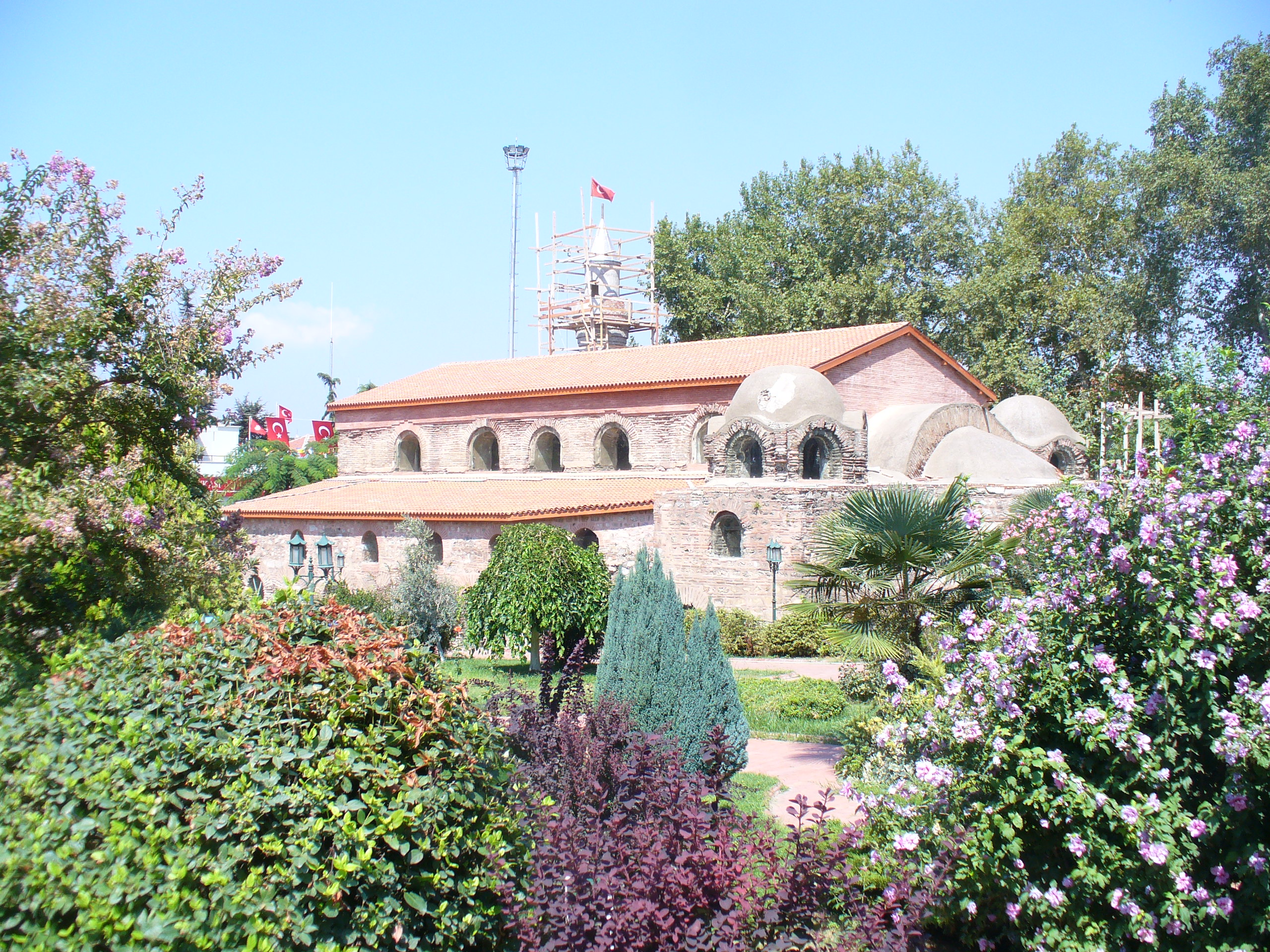
ニカイアのハギア・ソフィア聖堂
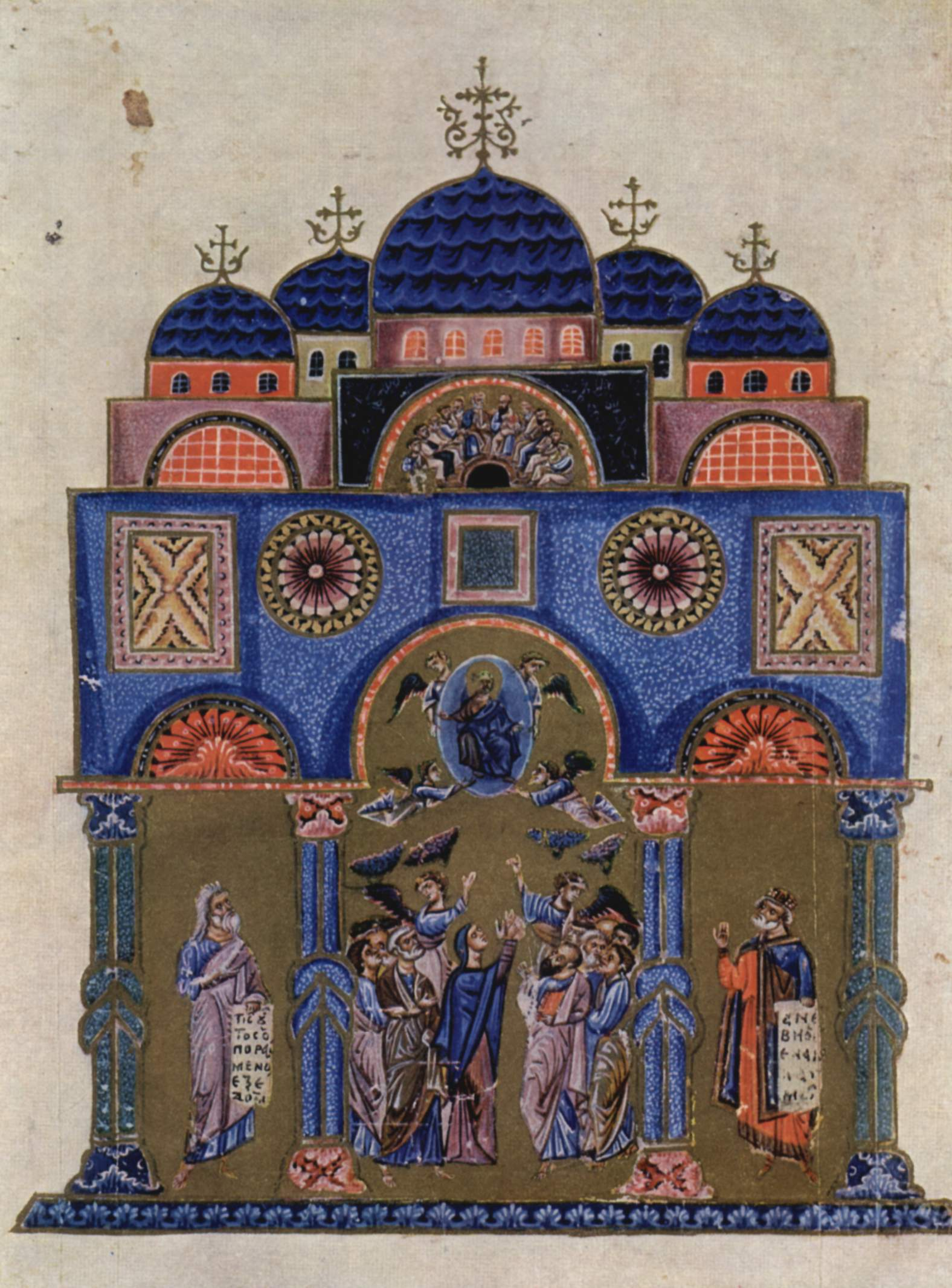
聖諸使徒聖堂
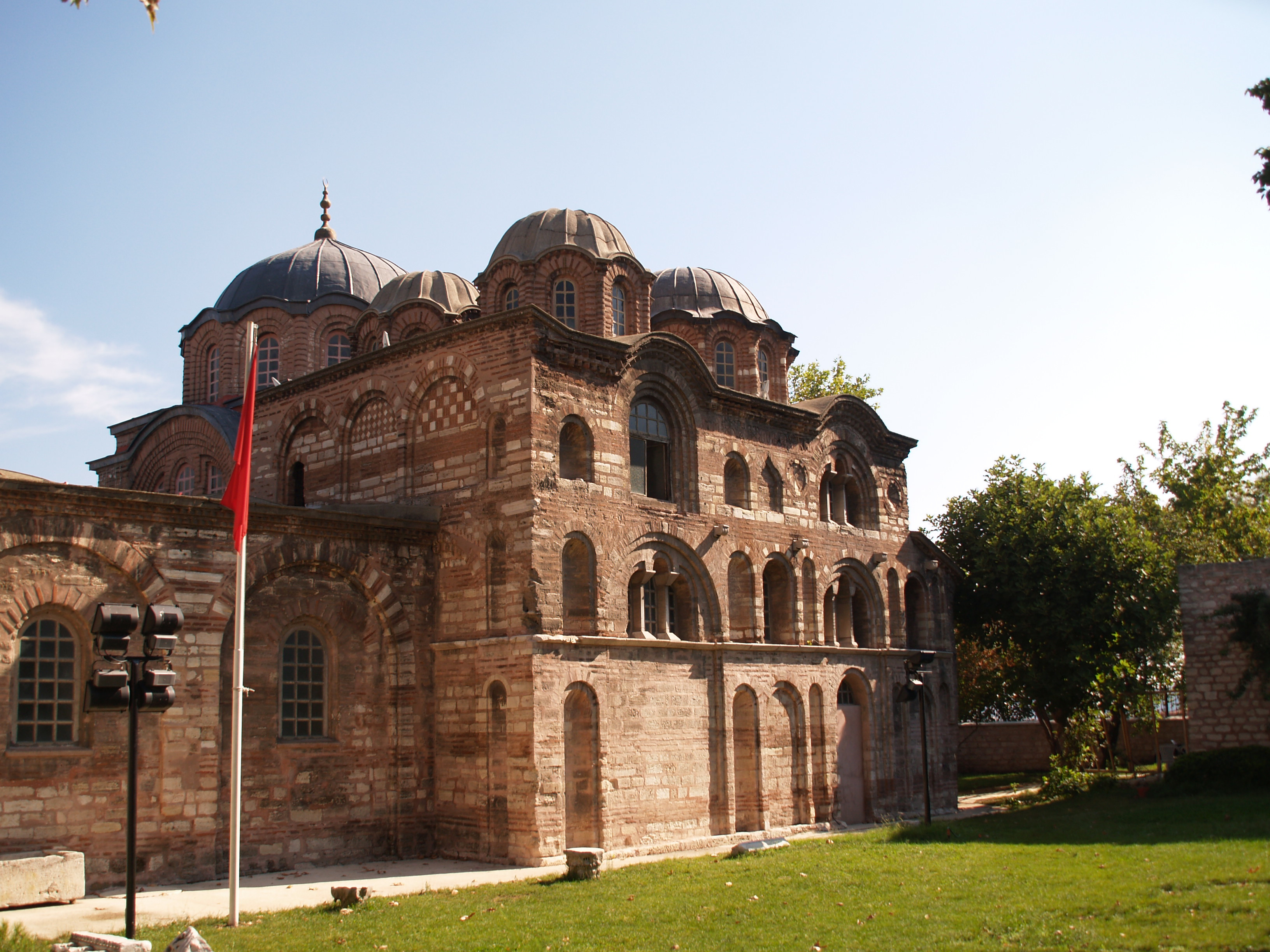
テオトコス・パンマカリストス教会
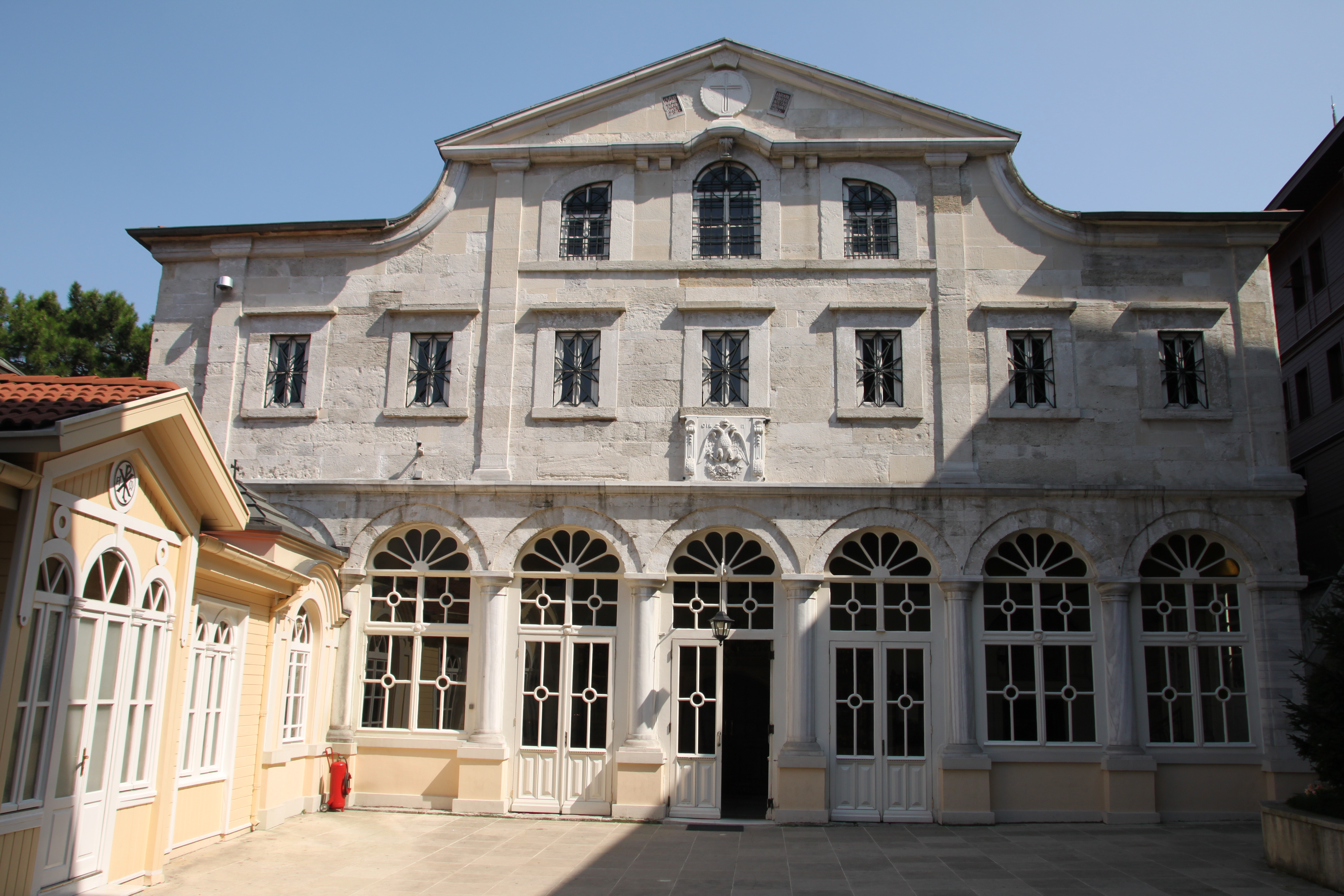
聖ゲオルギオス大聖堂

## 別名
所在する都市名の転写・表記ゆれおよびエキュメニカル総主教の称号を付して表現するか否かにより複数の表記がある。「Category:コンスタンディヌーポリ総主教」の各種表記も参照。

### 在所都市名の転写・カナ表記
当総主教庁の都市名には様々な表記がある。コンスタンティノープルは非常に長い歴史を持つ都市である上に、様々な民族・言語が関わる都市である。そのため、様々な呼び方・読み方がこの都市に対してなされている。以下に、それぞれの表記について解説する。
コンスタンティノープル
Constantinople - 現代英語。最も日本で用いられる表記の1つ。コンスタンティノポリとともに日本正教会で用いられる表記である（ただし、祈祷書は「コンスタンティノポリ」）。「コンスタンチノープル」とも。
コンスタンティノポリ
日本正教会で用いられる表記。古代教会スラヴ語・ロシア語（Константинополь）を経由した転写。ロシア語では「ツァーリグラード（皇帝の街）」とも呼ばれる。
コンスタンティノポリス
Constantinopolis - 古典ラテン語。古典ギリシア語表記を転写したもの。日本で最も一般的な表記。
イスタンブール
İstanbul - トルコ語。現在の都市としての名称を指す。ただし、当記事で扱う総主教庁の名にこの表記を用いることはない。

## 紋章

コンスタンティノープル総主教庁の紋章を用いた総主教旗。

東ローマ帝国の「双頭の鷲」を受け継ぐ紋章をコンスタンティノープル全地総主教庁とギリシャ正教会でよく用いられている。

## 分類
- 正教会（ギリシャ正教、東方正教会） — 正教会の洗礼・聖体機密（聖体礼儀）を含む機密（秘蹟）は全ての正教会で有効。「ルーマニア正教会」「ロシア正教会」は組織名であり、一組織を信仰するかのような「ロシア正教を信仰する」「グルジア正教を信仰する」といった表現は誤りである。
  - 独立正教会（一部からの承認のみのものを含む）
    - アメリカ正教会
    - アルバニア正教会
    - アレクサンドリア教会（アレクサンドリア総主教庁）
    - アンティオキア教会（アンティオキア総主教庁）
    - ウクライナ正教会 (2018年設立)
    - エルサレム教会（エルサレム総主教庁）
    - キプロス正教会
    - ギリシャ正教会
    - グルジア正教会
    - コンスタンティヌーポリ教会（コンスタンティヌーポリ全地総主教庁）
    - セルビア正教会
    - チェコスロバキア正教会
    - ブルガリア正教会
    - ポーランド正教会
    - マケドニア正教会　一部のみその地位を承認。
    - ルーマニア正教会
    - ロシア正教会

  - 自治正教会（一部の承認のものも含む）
    - エストニア使徒正教会 — 一部のみその地位を承認。承認していない教会からは一教区扱い。
    - シナイ正教会
    - 正統オフリド大主教区 — 一部のみその地位を承認。承認していない教会からは一教区扱い。
    - 中国正教会 — 一部のみその地位を承認。承認していない教会からは一教区扱い。
    - 日本ハリストス正教会 — 一部のみその地位を承認。承認していない教会からは一教区扱い。
    - フィンランド正教会

  - 自主管理教会
    - アンティオキア正教会北米大主教区
    - ウクライナ正教会 (モスクワ総主教庁系)
    - エストニア正教会 — ロシア正教会の自主管理教会。
    - 在外ロシア正教会
    - モルドバ正教会
    - ラトビア正教会
    - 他